# Primera División 1999-2000 (Argentina)
L'edizione 1999-2000 della Primera División argentina fu la 10ª ad essere disputata con la formula dei tornei di Apertura e Clausura. Sia l'Apertura 1999 che il Clausura 2000 furono vinti dal River Plate. Il Boca Juniors si impose nella Coppa Libertadores 2000, mentre il Talleres de Córdoba, con la vittoria della Coppa CONMEBOL, divenne la prima squadra della provincia di Córdoba a vincere un trofeo internazionale.

## Torneo di Apertura
|  | Pos. | Squadra             | Pt | G  | V  | N | P  | GF | GS | DR  |
|  | ---- | ------------------- | -- | -- | -- | - | -- | -- | -- | --- |
|  | 1.   | River Plate         | 44 | 19 | 13 | 5 | 1  | 42 | 21 | +21 |
|  | 2.   | Rosario Central     | 43 | 19 | 14 | 1 | 4  | 34 | 18 | +16 |
|  | 3.   | Boca Juniors        | 41 | 19 | 12 | 5 | 2  | 36 | 15 | +21 |
|  | 4.   | San Lorenzo         | 33 | 19 | 10 | 6 | 3  | 30 | 15 | +15 |
|  | 5.   | Talleres de Córdoba | 31 | 19 | 9  | 4 | 6  | 38 | 31 | +7  |
|  | 6.   | Racing Avellaneda   | 30 | 19 | 7  | 9 | 3  | 27 | 22 | +5  |
|  | 7.   | Vélez Sársfield     | 27 | 19 | 8  | 6 | 5  | 28 | 17 | +11 |
|  | 8.   | Chacarita Juniors   | 25 | 19 | 6  | 7 | 6  | 38 | 33 | +5  |
|  | 9.   | Independiente       | 25 | 19 | 6  | 7 | 6  | 19 | 21 | -2  |
|  | 10.  | Estudiantes         | 23 | 19 | 6  | 5 | 8  | 29 | 33 | -4  |
|  | 11.  | Lanús               | 23 | 19 | 7  | 2 | 10 | 23 | 30 | -7  |
|  | 12.  | Gimnasia La Plata   | 21 | 19 | 4  | 9 | 6  | 28 | 28 | 0   |
|  | 13.  | Newell's Old Boys   | 21 | 19 | 5  | 6 | 8  | 27 | 27 | 0   |
|  | 14.  | Argentinos Juniors  | 21 | 19 | 4  | 9 | 6  | 20 | 22 | -2  |
|  | 15.  | Unión de Santa Fe   | 21 | 19 | 5  | 6 | 8  | 24 | 30 | -6  |
|  | 16.  | Instituto           | 19 | 19 | 5  | 7 | 7  | 23 | 30 | -7  |
|  | 17.  | Colón de Santa Fe   | 19 | 19 | 5  | 4 | 10 | 20 | 28 | -8  |
|  | 18.  | Belgrano de Córdoba | 17 | 19 | 5  | 5 | 9  | 25 | 37 | -12 |
|  | 19.  | Gimnasia Jujuy      | 9  | 19 | 2  | 3 | 14 | 17 | 43 | -26 |
|  | 20.  | Ferro Carril Oeste  | 9  | 19 | 1  | 6 | 12 | 14 | 44 | -30 |

### Marcatori
| Pos. | Giocatore          | Squadra           | Gol |
| ---- | ------------------ | ----------------- | --- |
| 1    | Javier Saviola     | River Plate       | 15  |
| 2    | Martín Palermo     | Boca Juniors      | 14  |
| 3    | Juan Antonio Pizzi | Rosario Central   | 12  |
| 4    | Juan Pablo Ángel   | River Plate       | 10  |
| 4    | Diego Alonso       | Gimnasia La Plata | 10  |
| 4    | Daniel Jiménez     | Instituto         | 10  |
| 4    | Martín Villalonga  | Lanús             | 10  |

## Torneo di Clausura
|  | Pos. | Squadra             | Pt | G  | V  | N | P  | GF | GS | DR  |
|  | ---- | ------------------- | -- | -- | -- | - | -- | -- | -- | --- |
|  | 1.   | River Plate         | 42 | 19 | 12 | 6 | 1  | 44 | 17 | +27 |
|  | 2.   | Independiente       | 36 | 19 | 11 | 3 | 5  | 42 | 25 | +17 |
|  | 3.   | Colón               | 36 | 19 | 11 | 3 | 5  | 27 | 15 | +12 |
|  | 4.   | San Lorenzo         | 36 | 19 | 11 | 3 | 5  | 27 | 15 | +12 |
|  | 5.   | Newell's Old Boys   | 34 | 19 | 10 | 4 | 5  | 32 | 21 | +11 |
|  | 6.   | Vélez Sársfield     | 34 | 19 | 9  | 7 | 3  | 28 | 18 | +10 |
|  | 7.   | Boca Juniors        | 33 | 19 | 10 | 6 | 3  | 38 | 17 | +21 |
|  | 8.   | Unión de Santa Fe   | 29 | 19 | 9  | 2 | 8  | 28 | 40 | -12 |
|  | 9.   | Gimnasia La Plata   | 28 | 19 | 8  | 4 | 7  | 28 | 33 | -5  |
|  | 10.  | Talleres de Córdoba | 27 | 19 | 7  | 6 | 6  | 21 | 22 | -1  |
|  | 11.  | Club Atlético Lanús | 25 | 19 | 8  | 4 | 7  | 32 | 22 | 10  |
|  | 12.  | Instituto           | 25 | 19 | 6  | 7 | 6  | 28 | 29 | -1  |
|  | 13.  | Rosario Central     | 23 | 19 | 6  | 5 | 8  | 25 | 26 | -1  |
|  | 14.  | Belgrano de Córdoba | 22 | 19 | 6  | 4 | 9  | 28 | 31 | -3  |
|  | 15.  | Chacarita Juniors   | 20 | 19 | 5  | 5 | 9  | 20 | 30 | -10 |
|  | 16.  | Argentinos Juniors  | 18 | 19 | 4  | 6 | 9  | 21 | 36 | -15 |
|  | 17.  | Estudiantes         | 16 | 19 | 3  | 7 | 9  | 21 | 30 | -9  |
|  | 18.  | Racing Avellaneda   | 15 | 19 | 3  | 6 | 10 | 22 | 29 | -7  |
|  | 19.  | Gimnasia Jujuy      | 10 | 19 | 2  | 4 | 13 | 15 | 34 | -19 |
|  | 20.  | Ferro Carril Oeste  | 8  | 19 | 2  | 2 | 15 | 9  | 46 | -37 |

### Marcatori
| Pos. | Giocatore        | Squadra                 | Gol |
| ---- | ---------------- | ----------------------- | --- |
| 1    | Esteban Fuertes  | Colón                   | 17  |
| 2    | Bruno Marioni    | Independiente           | 13  |
| 3    | Daniel Jiménez   | Instituto               | 12  |
| 4    | Diego Klimowicz  | Lanús                   | 10  |
| 5    | Juan Pablo Ángel | River Plate             | 9   |
| 5    | Facundo Sava     | Gimnasia La Plata       | 9   |
| 7    | Ernesto Farías   | Estudiantes de La Plata | 8   |

## Retrocessioni
| Squadra             | Media | Punti | Giocate | 1997-98 | 1998-99 | 1999-00 |
| ------------------- | ----- | ----- | ------- | ------- | ------- | ------- |
| Boca Juniors        | 2.070 | 236   | 114     | 73      | 89      | 74      |
| River Plate         | 1.921 | 219   | 114     | 74      | 58      | 86      |
| San Lorenzo         | 1.684 | 192   | 114     | 62      | 61      | 69      |
| Vélez Sársfield     | 1.623 | 185   | 114     | 78      | 46      | 61      |
| Rosario Central     | 1.593 | 180   | 114     | 57      | 47      | 66      |
| Gimnasia La Plata   | 1.593 | 180   | 114     | 69      | 62      | 49      |
| Independiente       | 1.474 | 168   | 114     | 56      | 51      | 61      |
| Lanús               | 1.430 | 163   | 114     | 65      | 50      | 48      |
| Talleres de Córdoba | 1.342 | 102   | 76      | N/A     | 44      | 58      |
| Newell's Old Boys   | 1.307 | 149   | 114     | 42      | 52      | 55      |
| Argentinos Juniors  | 1.272 | 145   | 114     | 57      | 49      | 39      |
| Colón               | 1.246 | 142   | 114     | 38      | 49      | 55      |
| Racing Avellaneda   | 1.237 | 141   | 114     | 41      | 55      | 45      |
| Unión de Santa Fe   | 1.202 | 137   | 114     | 33      | 54      | 50      |
| Chacarita Juniors   | 1.184 | 45    | 38      | N/A     | N/A     | 45      |
| Estudiantes         | 1.167 | 133   | 114     | 49      | 45      | 39      |
| Instituto           | 1.158 | 44    | 38      | N/A     | N/A     | 44      |
| Belgrano de Córdoba | 1.092 | 83    | 76      | N/A     | 44      | 39      |
| Gimnasia Jujuy      | 1.035 | 118   | 114     | 52      | 47      | 19      |
| Ferro Carril Oeste  | 0.886 | 101   | 114     | 49      | 35      | 17      |

Il Gimnasia Jujuy e il Ferro Carril Oeste furono retrocessi direttamente in Primera B Nacional.

### Playoff
| Data           | Casa     | Ospite   | Esito |
| -------------- | -------- | -------- | ----- |
| 20 luglio 2000 | Quilmes  | Belgrano | 3-1   |
| 23 luglio 2000 | Belgrano | Quilmes  | 3-1   |

Il Belgrano restò in Prima Divisione e il Quilmes restò in Primera B Nacional.
| Data           | Casa      | Ospite    | Esito |
| -------------- | --------- | --------- | ----- |
| 20 luglio 2000 | Almagro   | Instituto | 1-0   |
| 23 luglio 2000 | Instituto | Almagro   | 1-1   |

L'Almagro fu promosso in Prima divisione, mentre l'Instituto venne retrocesso in Primera B Nacional.